# Ventral

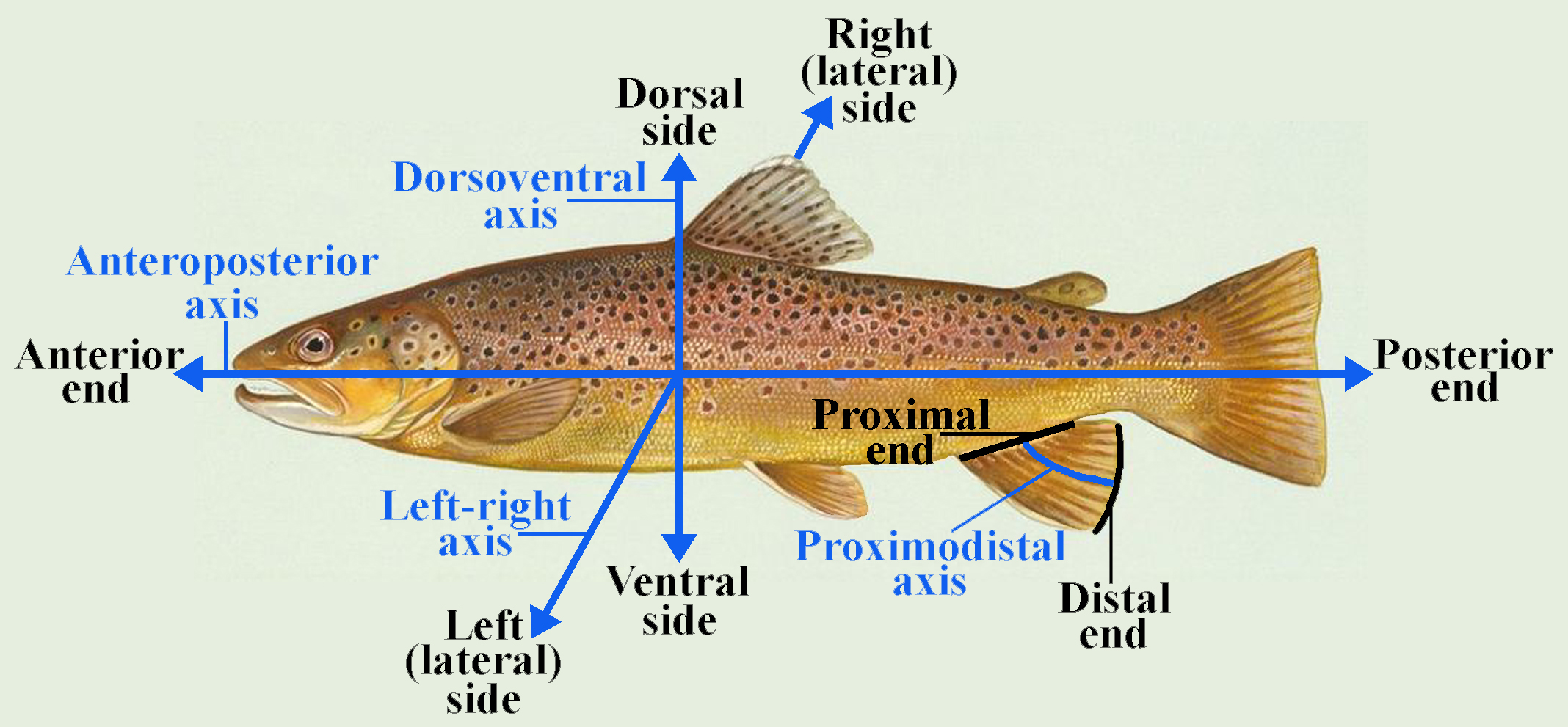
Illustration av anatomiska lägestermer, bland annat ventral, på en fisk.

Ventral är en anatomisk term som syftar på buksidan av en organism i motsats till dorsal, som syftar på ryggsidan.